# Bahnstrecke La Chaux-de-Fonds–Glovelier
Bahnstrecke La Chaux-de-Fonds–Glovelier bezeichnet die heutige Kursbuchstrecke 236 von La Chaux-de-Fonds über Le Noirmont–Saignelégier nach Glovelier, siehe dafür:
- Saignelégier–La Chaux-de-Fonds-Bahn für den ersten Abschnitt
- Régional Saignelégier–Glovelier für den zweiten Abschnitt